# 新建街道 (七台河市)
新建街道，是中华人民共和国黑龙江省七台河市新兴区下辖的一个乡镇级行政单位。

## 行政区划
新建街道下辖以下地区：
百顺社区、虹美社区、新风社区和新宁社区。